# Chandra Talpade Mohanty
Chandra Talpade Mohanty (ur. 1955 w Mumbaju) – indyjsko-amerykańska socjolożka, emerytowana nauczycielka akademicka. Posiada tytuł Distinguished Professor z dziedziny Women's and Gender Studies w katedrze Cultural Foundations of Education and Dean's Professor of the Humanities na Syracuse University.  

## Praca naukowa
W swojej pracy koncentruje się na transnarodowej teorii feministycznej, antykapitalistycznej praktyce feministycznej, edukacji antyrasistowskiej i polityce wiedzy. Centralnym elementem transnarodowej misji Mohanty jest projekt budowania „niekolonizującej feministycznej solidarności ponad granicami” poprzez przekrojową analizę rasy, narodu, kolonializmu, seksualności, klasy i płci.
Chandra Talpade Mohanty jest przedstawicielką feminizmu transnarodowego oraz postkolonialnego, opowiada się za włączeniem podejścia transnarodowego do badania doświadczeń kobiet na całym świecie. Jest autorką książki Feminism Without Borders: Decolonizing Theory, Practicing Solidarity (2003) i współredaktorką Third World Women and the Politics of Feminism (1991), Feminist Genealogies, Colonial Legacies, Democratic Futures (1997),  Feminism and War: Confronting U.S. Imperialism (2008) oraz The Sage Handbook on Identities (2010). 
Stała się znana po publikacji swojego eseju w 1984 Under Western Eyes: Feminist Scholarship and Colonial Discourses (pol. W oczach Zachodu: studium feministyczne i dyskursy kolonialne), w którym stwierdziła:

Relacja między „kobietą” — kulturową i ideologiczną kompozycją, stworzoną przez różnorodne dyskursy reprezentacyjne (naukowe, literackie, prawne, językowe, filmowe itp.) — a „kobietami” — rzeczywistymi, materialnymi podmiotami ich zbiorowych historii — jest jedną z głównych pytań, które praktyka feministycznych badań stara się rozwiązać

W eseju Mohanty krytykuje polityczny projekt zachodniego feminizmu i jego dyskursywną konstrukcję kategorii „kobiety z Trzeciego Świata” jako ogólny, homogeniczny, represyjny stereotyp, który zachodnie feministki chcą ocalić. Mohanty twierdzi, że zachodnie feminizmy miały tendencję do ukrywania różnic między kobietami z Południa, chociaż doświadczenie ucisku jest niezwykle zróżnicowane i uzależnione od przyczyn historycznych, kulturowych i indywidualnych. Esej podkreślał trudności z jakimi borykają się feministki z Trzeciego Świata w byciu wysłuchanym w szerszym ruchu feministycznym, i doprowadził do dyskusji na temat „przedefiniowania relacji władzy” między feministkami w ramach Pierwszego i Trzeciego Świata.
W 2003 Mohanty wydała swoją książkę Feminism Without Borders: Decolonizing Theory, Practicing Solidarity (pol. Feminizm bez granic: teoria dekolonizacji, praktykowanie solidarności). Opowiada się w niej za połączeniem teorii i praktyki oraz tego, co osobiste i polityczne. Główne poruszane tematy obejmują politykę różnic, budowanie ponadnarodowej solidarności i antykapitalistyczną walkę z neoliberalną globalizacją. Oprócz przedrukowania w książce eseju Under Western Eyes, w ostatniej części Reorienting Feminism, Mohanty oferuje odpowiedź na krytykę eseju i „ponawia swoją wiarę w możliwość, a nawet konieczność budowania wspólnych projektów politycznych między Trzecim Światem i zachodnim feminizmem”.

## Wybrane publikacje
- Third World Women and the Politics of Feminism (1991; redakcja razem z Anne Russo oraz Lourdes Torres)
- Feminist Genealogies, Colonial Legacies, Democratic Futures (1996; redakcja razem z  M. Jacqui Alexander)
- Feminism Without Borders: Decolonizing Theory, Practicing Solidarity (2003)
- Feminism and War: Confronting U.S. Imperialism (2008; redakcja razem z Robin Riley oraz Minnie Bruce Pratt)
- Sage Handbook of Identities (2010; redakcja razem z Margaret Wetherell)
- Anticapitalist feminist struggle and transnational solidarity (2018; razem z Jesper Nordahl)
- Feminist Freedom Warriors: Genealogies, Justice, Politics, and Hope (2020; redakcja razem z  Linda E. Carty)[8]